# 阿尔弗雷德·东佩特
阿尔弗雷德·东佩特（德語：Alfred Dompert，1914年12月23日—1991年8月11日），德国男子田径运动员。他曾代表德国参加1936年夏季奥林匹克运动会田径比赛，获得男子3000米障碍赛铜牌。